# 黑斯廷斯 (佛罗里达州)
黑斯廷斯（英語：Hastings），是美国佛罗里达州下属的一座城镇。建立于1909年。面积约 为1.7平方公里（约合0.7平方英里）。根据2010年美国人口普查，该市有人口580人。论人口在本州排行第 365。